# کره‌ای آمریکایی‌ها
کره‌ای آمریکایی‌ها (韓國系美國人) آمریکایی‌هایی هستند که اصالت کره‌ای دارند (غالباً از کره جنوبی (۹۹٪) با اقلیتی بسیار کوچک از کره شمالی، چین، ژاپن و کشورهای پساشوروی). جامعه کره‌ای آمریکایی متشکل از حدود ۱٫۸ میلیون نفر است و حدود ۰٫۶٪ جمعیت ایالات متحده را تشکیل می‌دهد. کره‌ای آمریکایی‌ها پنجمین زیرگروه بزرگ آسیایی آمریکایی پس از جوامع چینی آمریکایی، فیلیپینی آمریکایی، هندی آمریکایی و ویتنامی آمریکایی هستند. ایالات متحده بزرگترین جامعه کره‌ای‌های مقیم خارج در دنیا را در خود جای داده‌است.